# 전문대항군연대
전문대항군연대, 상징명칭 전갈부대는 육군과학화전투훈련단(KCTC)에서 대항군 역할을 전문으로 하는 연대급 부대이다.

## 역사
2002년에 제11보병대대로 창설되었다. 2015년 4월 1일 전문대항군연대로 증편되었다. KCTC 훈련이 정례화된 이후 육군 및 해병대의 다양한 부대와 모의 훈련을 진행하였다. 미국 육군, 미국 해병대 및 영국 육군과 훈련을 한 전적이 있다.

## 조직
- 연대 본부
- 연대 직할대
- 제11보병대대
- 제12보병대대
- 제13보병대대

## 같이 보기
- 제11기갑기병연대